# Barantolla sculpta
Barantolla sculpta är en ringmaskart som beskrevs av Rowland Southern 1921. Barantolla sculpta ingår i släktet Barantolla och familjen Capitellidae. Inga underarter finns listade i Catalogue of Life.